# 海蔵寺 (品川区)
海蔵寺（かいぞうじ）は、東京都品川区にある時宗の寺院。

## 概要
1298年（永仁6年）、二代遊行上人他阿によって開山された。品川宿にある時宗3箇寺の一つである。
江戸時代は、獄死したり刑死したりした罪人、旅籠の飯盛女、地方から集まった身寄りのない人などの無縁仏を供養する投げ込み寺の役割を果たしていた。

## 墓所等
- 頭痛塚

鈴ヶ森刑場で斬首刑に処された死刑囚の首を埋葬した。この塚にお参りすると、頭痛が治るとされている。かつては、天保の大飢饉の犠牲者を葬った「二百十五人塚」もあったが、現在はこの頭痛塚に合葬されている
- 京浜鉄道轢死者之墓
- 大正大震火災横死者供養塔

## 交通アクセス
- 新馬場駅より徒歩6分。